# Christopher Yost

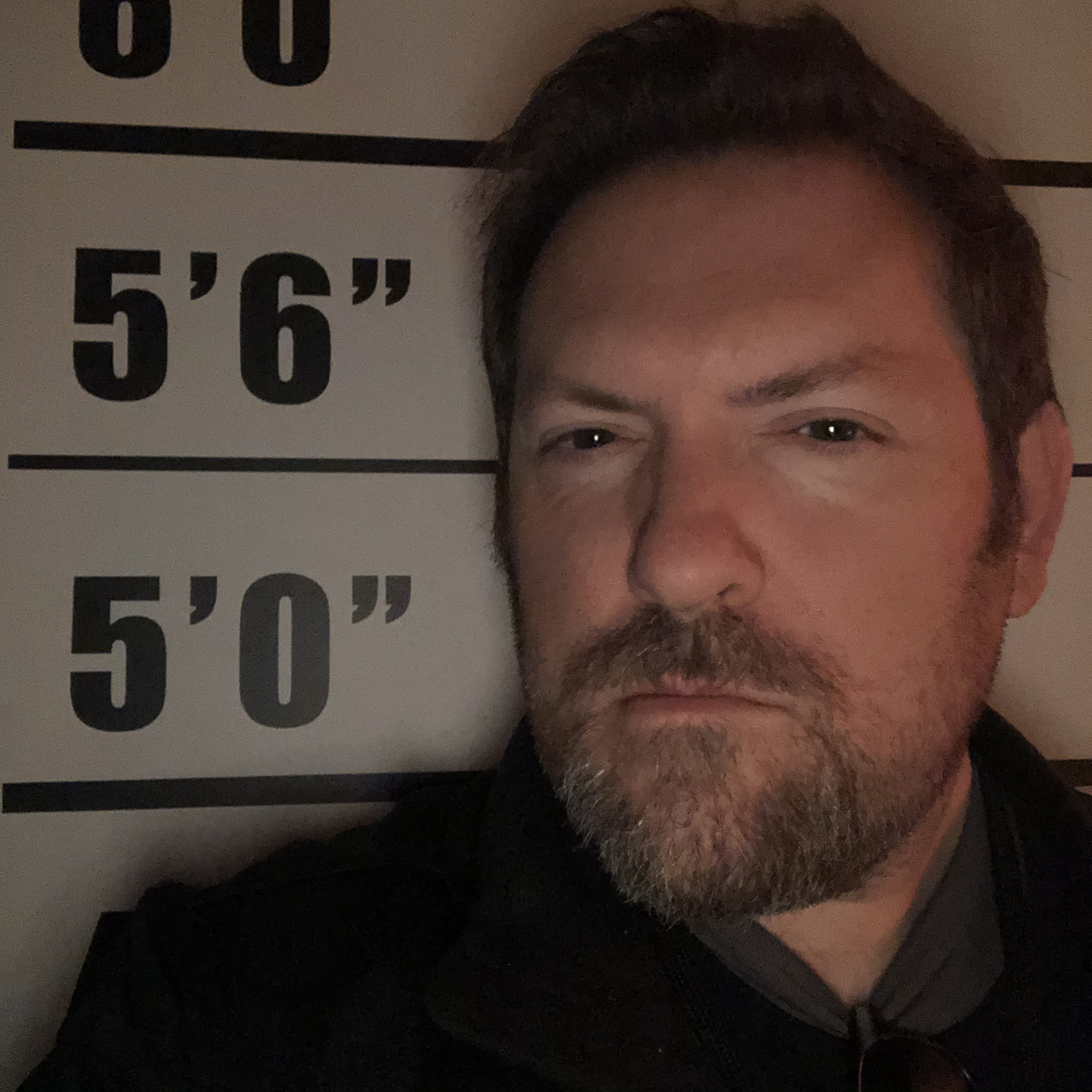
Selbstporträt von August 2019

Christopher Lee Yost, auch Chris (* 21. Februar 1973 in St. Louis, Missouri, USA) ist ein US-amerikanischer Film-, Fernseh-, Animations- und Comic-Autor, der vor allem durch seine Arbeit für das Marvel Studios-Marvel Cinematic Universe mit Thor: The Dark World (2013) und Thor: Ragnarok (2017) und bei The Mandalorian für Lucasfilm und Disney+ bekannt ist.

## Leben
Yost wurde 1973 in St. Louis geboren. Er ist nicht mit dem kanadischen Drehbuchautor Graham Yost verwandt, der zufälligerweise einen Bruder namens Christopher hat, mit dem er manchmal zusammen schreibt.
Yost schloss 1995 sein Studium der Film- und Videowissenschaften an der University of Michigan als B. A. (Bachelor of Arts) ab und begann in der Werbebranche im Großraum Detroit mit der Produktion von Werbespots. Anschließend erwarb er einen Master of Fine Arts in Film des The Peter Stark Producing Program an der University of Southern California und absolvierte 2002 ein Praktikum im Westküstenbüro von Marvel Comics. Seine Drehbücher erregten die Aufmerksamkeit der Marvel-Führungskräfte, die Yost anheuerten, um Episoden für die Fernsehserie X-Men: Evolution zu schreiben.
Yost hat auch für Zeichentrickserien wie Teenage Mutant Ninja Turtles und The Batman geschrieben und war der Story Editor und Chefautor der Zeichentrickserie Fantastic Four – Die größten Helden aller Zeiten, die 2006 auf Cartoon Network ausgestrahlt wurde, sowie für Iron Man – Die Zukunft beginnt (Iron Man: Armored Adventures). Er war der Chefautor von Marvel Animations The Avengers: Earth's Mightiest Heroes, die von 2010 bis 2012 auf Disney XD ausgestrahlt wurde, und hat an Lucasfilms Star Wars: Rebels auf Disney XD gearbeitet.
Von 2010 bis 2012 arbeitete er im Marvel Feature Film Writers Program, bevor er seine Karriere als Drehbuchautor für Spielfilme begann. Er war einer der Autoren von Marvels Spielfilm Thor: The Dark World (2013), und schrieb dann Mattels Film Max Steel, bevor er zu Marvel zurückkehrte, um an Thor: Ragnarok und Sonys noch unproduzierter Masters of the Universe-Verfilmung zu arbeiten.
Am 6. Juni 2017 wurde bekannt gegeben, dass Yost eine amerikanische Live-Action-Adaption von Cowboy Bebop für das Fernsehen mit Tomorrow Studios, einer Partnerschaft zwischen Marty Adelstein und Sunrise Studio, die auch den ursprünglichen Anime produzierten, schreiben würde. Außerdem arbeitete er an The Mandalorian für Lucasfilm und Disney+.

## Filmografie

### Film
- 2008: Next Avengers: Heroes of Tomorrow (B)
- 2009: Hulk Vs.
- 2013: Thor: The Dark World
- 2016: Max Steel
- 2017: Thor: Ragnarok
- 2022: Secret Headquarters

### Fernsehen
- 2019: The Mandalorian (EC, B)
- 2021: Cowboy Bebop (B, P)

### Animation
- X-Men: Evolution (B)
  - 3.11 "X23", 2003
  - 3.12 "Dark Horizon Part 1", 2003
  - 3.13 "Dark Horizon Part 2", 2003
  - 4.03 "Target X", 2003
- The Batman (B)
  - 1.07 "The Big Heat", 2004
  - 2.02 "Riddled", 2005
  - 2.06 "The Pets", 2005
  - 3.04 "RPM", 2005
- Teenage Mutant Ninja Turtles (B)
  - 3.19 "Reality Check", 2005
  - 3.22 "The Real World - Teil 1", 2005
  - 3.25 "Exodus - Teil 1", 2005
  - 4.01 "Cousin Sid", 2005
  - 4.06 "Grudge Match", 2005
  - 4.09 "Aliens Among Us", 2005
  - 4.13 "Samurai Tourist", 2005
  - 4.17 "Outbreak", 2006
  - 4.20 "Return of Savanti - Teil 1", 2006
  - 4.21 "Return of Savanti - Teil 2", 2006
  - 4.24 "Good Genes - Teil 1", 2006
  - 4.25 "Good Genes - Teil 2", 2006
  - 5.01 "Lap of the Gods", 2008
  - 5.04 "More Worlds Than One", 2008
  - 5.07 "Membership Drive", 2008
  - 5.12 "Enter the Dragons - Teil 1", 2008
  - 5.13 "Enter the Dragons - Teil 2", 2008
- Im Bann des Drachen - Legend of the Dragon (B)
  - 1.16 "Shell Game", 2006
- Alien Racers (B)
  - 1.18 "Skrash and Burn", 2006
- Fantastic Four - Die größten Helden aller Zeiten (B, E)
  - 1.03 "Doomsday", 2006
  - 1.12 "Annihilation", 2007
  - 1.18 "The Cure", 2007
  - 1.26 "Scavenger Hunt", 2007
- Wolverine and the X-Men (B)
  - 1.07 "Wolverine vs. Hulk", 2008
  - 1.09 "Future X", 2008
  - 1.10 "Greetings from Genosha", 2008
  - 1.12 "Excessive Force", 2008
  - 1.13 "Battle Lines", 2009
  - 1.14 "Stolen Lives", 2009
  - 1.15 "Hunting Grounds", 2009
  - 1.16 "Badlands", 2009
  - 1.18 "Backlash", 2009
  - 1.19 "Guardian Angel", 2009
- Iron Man: Armored Adventures (B, E)
  - 1.01 "Iron Forged in Fire - Teil 1", 2009
  - 1.02 "Iron Forged in Fire - Teil 2", 2009
  - 1.12 "Seeing Red", 2009
  - 1.19 "Technovore", 2009
  - 1.25 "Tales of Suspense - Teil 1", 2009
  - 1.26 "Tales of Suspense - Teil 2", 2009
- Die Avengers – Die mächtigsten Helden der Welt (B, E)
  - 1.05 "The Man in the Ant Hill", 2010
  - 1.06 "Breakout - Teil 1", 2010
  - 1.07 "Breakout - Teil 2", 2010
  - 1.14 "Masters of Evil", 2010
  - 1.25 "The Fall of Asgard", 2011
  - 1.26 "A Day Unlike Any Other", 2011
  - 2.01 "The Private War of Doctor Doom", 2012
  - 2.11 "Infiltration", 2012
  - 2.12 "Secret Invasion", 2012
  - 2.13 "Along Came a Spider...", 2012
  - 2.17 "Ultron Unlimited", 2012
  - 2.19 "Emperor Stark", 2012
  - 2.23 "New Avengers", 2012
  - 2.24 "Operation Galactic Storm", 2012
  - 2.25 "Live Kree or Die", 2012
  - 2.26 "Avengers Assemble", 2012
- Teenage Mutant Ninja Turtles (B)
  - 2.19 "The Wrath of Tiger Claw", 2014
- Star Wars Rebels (B)
  - 3.07 "Imperial Supercommandos", 2016
  - 3.16 "Legacy of Mandalore", 2017
  - 4.02 "Heroes of Mandalore - Teil 2", 2017
  - 4.05 "The Occupation", 2017
  - 4.11 "DUME", 2017

## Bibliografie

### Comics
- Marvel Comics
  - Die Rächer - Avengers
    - Avengers: Earth's Mightiest Heroes #1-4 (2010–2011)
    - Spider-Island: Avengers #1 (2011)
    - Avengers Prelude #1-4 (2012)
    - Marvel Universe Avengers: Earth's Mightiest Heroes #1-7 (2012)
    - AvsX #3 (2012)
    - A+X #7 (2013)

  - Spider-Man
    - Spider-Man Unlimited Vol. 3 #9 (2005)
    - The Many Loves of The Amazing Spider-Man #1 (2010)
    - Fear Itself: Spider-Man #1-3 (2011)
    - Scarlet Spider #1-25 (2012–2013)
    - Avenging Spider-Man #15.1-22 (2013)
    - Superior Spider-Man Team-Up #1-2, 5-8 (2013-2014)

  - X-23
    - X-23: Innocence Lost #1-6 (2005)
    - X-23: Target X (2007)

  - X-Force
    - X-Force #1-28 (2008–2010)
    - X-Force/Cable: Messiah War #1 (2009)
    - X-Force: Sex and Violence #1-3 (2010)

  - X-Men
    - X-Men Unlimited Vol. 2 #11 (2005)
    - New X-Men #20-46 (2006–2008)
    - X-Men: Emperor Vulcan #1-5 (2008)
    - X-Men Origins: Colossus #1 (2008)
    - X-Men: Divided We Stand #1 (2008)
    - X-Men: Worlds Apart #1-4 (2008–2009)
    - X-Men: Kingbreaker #1-4 (2008–2009)
    - Dark X-Men: The Confession #1 (2009)
    - Psylocke #1-4 (2009–2010)
    - Nation X #1, 3 (2010)
    - X-Men: Second Coming #1-2 (2010)
    - X-Men: Second Coming – Revelations: Hellbound #1-3 (2010)
    - X-Men: To Serve and Protect #1-4 (2010–2011)
    - X-Men Giant Size #1 (2011)
    - X-Men #12-15 (2011)
    - Amazing X-Men #8-12, 14-18 (2014–2015)

  - Nick Fury
    - Fury's Big Week #1-3 (2012)

  - Andere Marvel
    - Wolverine: Killing Made Simple (2008)
    - Secret Invasion: Runaways/Young Avengers #1-3 (2008)
    - Runaways Vol. 3 #10 (2009)
    - Marvel Assistant-Sized Spectacular #2 (2009)
    - Ender's Game: Battle School #1-5 (2009)
    - Ender's Game: Command School #1-5 (2009–2010)
    - Breaking Into Comics the Marvel Way! #1 (2010)
    - Battle Scars #1-6 (2011)
    - Point One #1 (2011)
    - New Warriors Vol. 5 #1-12 (2014)
    - M.O.D.O.K. Assassin #1-5 (2015)
- DC Comics
  - Batman: Battle for the Cowl - The Underground #1 (2009)
  - Red Robin #1 - 12 (2009–2010)
  - Titans #16 (2009)
  - Batman: Streets of Gotham #5-6 (2009)
- Image Comics
  - Killer of Demons #1-3 (2009)